# Baluan
Baluan is het zuidelijkste eiland van de Admiraliteitseilanden (of Manuseilanden, naar het grootste eiland Manus) behorende bij Papoea-Nieuw-Guinea. Het vulkanisch eiland, met een uitgedoofde stratovulkaan, is 16 km² groot.
De bekendste inwoner van Baluan was Paliau Maloat (1893-1991), die er in 1946 een nieuwe kerk stichtte (de Baluan Native Christian United Church). Paliau hield zich later bezig met lokale politiek en had ook zitting in de National Assembly voor de provincie Manus.
Spilocuscus kraemeri, vroeger het enige zoogdier dat op Baluan voorkwam, is nu uitgestorven.